# میدان مشق

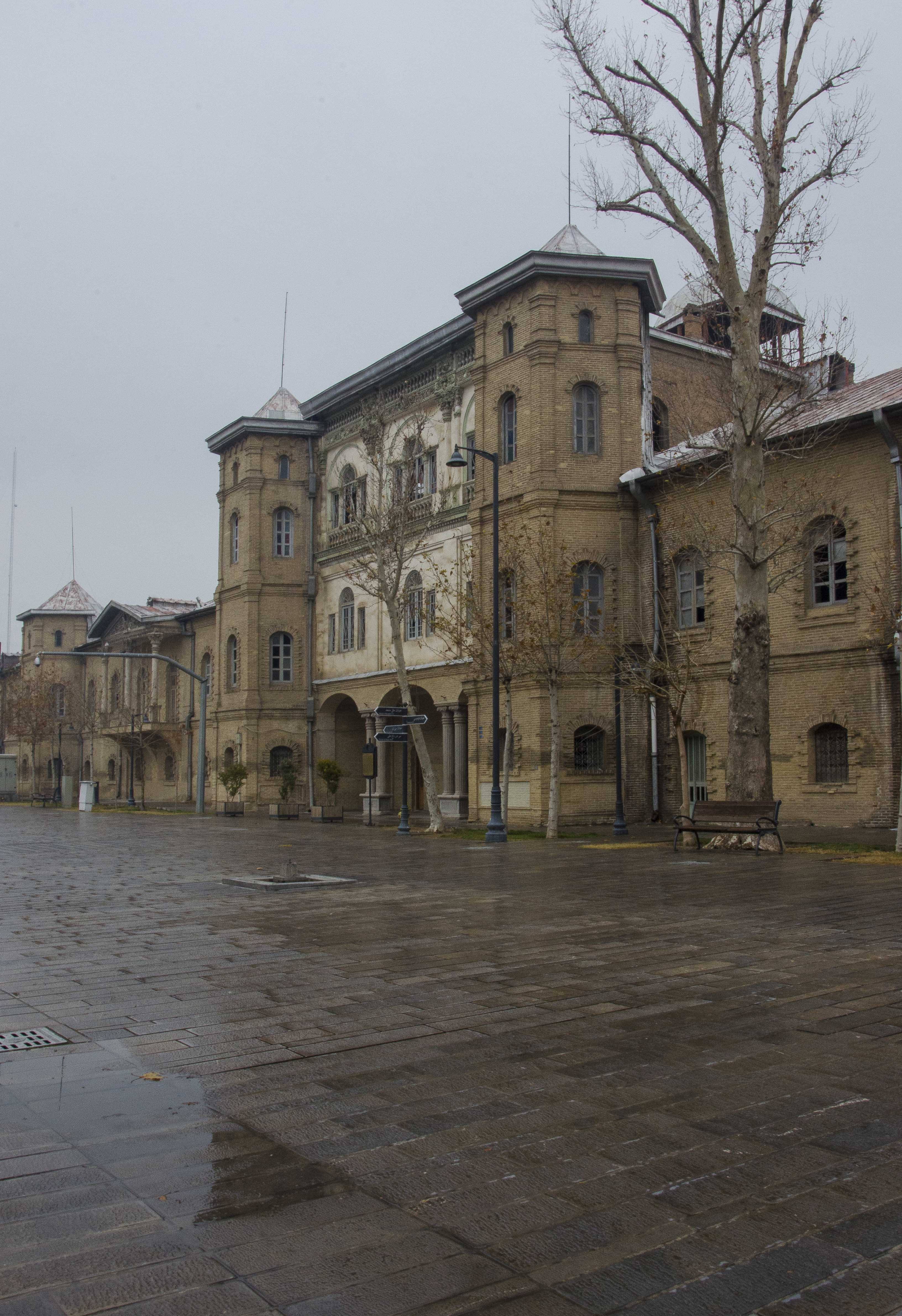
میدان مشق

میدان مشق یک محوطه تاریخی مربوط به دوره قاجار است که در تهران در محدوده بین خیابان امام خمینی و سی تیر واقع شده‌است. این اثر در تاریخ ۱۲ مهر ۱۳۷۷ با شماره ۲۱۳۰ به‌عنوان یکی از آثار ملی ایران به ثبت رسیده‌است. این میدان مدت کوتاهی نیز در دوره رضاشاه به نام باغ ملی خوانده می‌شد و بعد از آن ساختمان‌های دولتی در آن ساخته شد.

## پیشینه

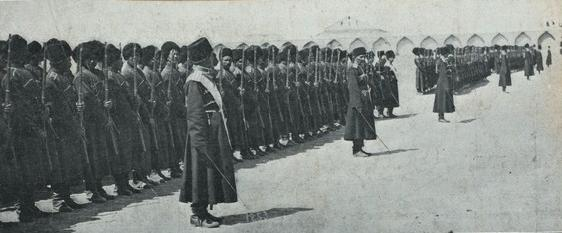
بریگاد قزاق در میدان مشق

میدان مشق در آغاز منطقه‌ای نظامی بوده که برای کاربرد تمرین رزمی قشون در زمان فتحعلی شاه ساخته شده بود. در سفرنامه جکسون این میدان چهارگوش با درازا و پهنای نزدیک به ۴۰۰ متر یکی از بزرگ‌ترین میدان‌های نظامی تهران معرفی شده‌است.
بعد از آنکه طرح برپایی نخستین باغ همگانی (پارک) شهر تهران در زمین‌های درون میدان مشق برنامه‌ریزی و پیاده‌سازی شد و از همین رو نام «میدان مشق» به «باغ ملی» دگرگون شد. با این حال باغ ملی چند سال بیشتر دوام نیاورد و در محوطه آن، ساختمان‌هایی از جمله ساختمان وزارت امور خارجه، کتابخانه ملی و موزه ایران باستان ساخته شد. گرچه نام این باغ هنوز بر سر دروازه میدان مشق پابرجا مانده‌است.

## محدوده میدان
این میدان که سربازخانه مرکزی در میانه آن جای گرفته بود، از شمال به خیابان سوم اسفند (سرهنگ سخایی کنونی)، از شرق به خیابان علاءالدوله (فردوسی کنونی)، و از غرب به خیابان قوام‌السلطنه (سی تیر کنونی) و از جنوب به خیابان باغشاه یا سپه (امام خمینی کنونی) محدود می‌شود.
ساختمان‌های کنونی اداره پست ایران (موزه ارتباطات)، شهربانی کل کشور (ساختمان شماره ۹ وزارت خارجه کنونی)، وزارت امور خارجه، موزه ملی ایران (موزه ایران باستان)، کتابخانه و موزه ملی ملک، اداره کل ثبت اسناد و املاک کشور، و بنای نخستین شرکت ملی نفت (ساختمان کنونی شماره ۳ وزارت امور خارجه) در این میدان جای داشتند و سردر باغ ملی میان ساختمان پستخانه (در جایگاه کنونی موزه وزارت ارتباطات) و ساختمان پیشین شرکت ملی نفت (ساختمان شماره ۳ وزارت امور خارجه) جای داشت و راه ورودی به خیابان ملل متحد از خیابان سپه (خیابان امام خمینی) بود.
عکاس‌خانه خوش‌آوازه و پرونق آنتوان سوریوگین در خیابان علأالدوله، در جنب شرقی میدان مشق قرار داشت.

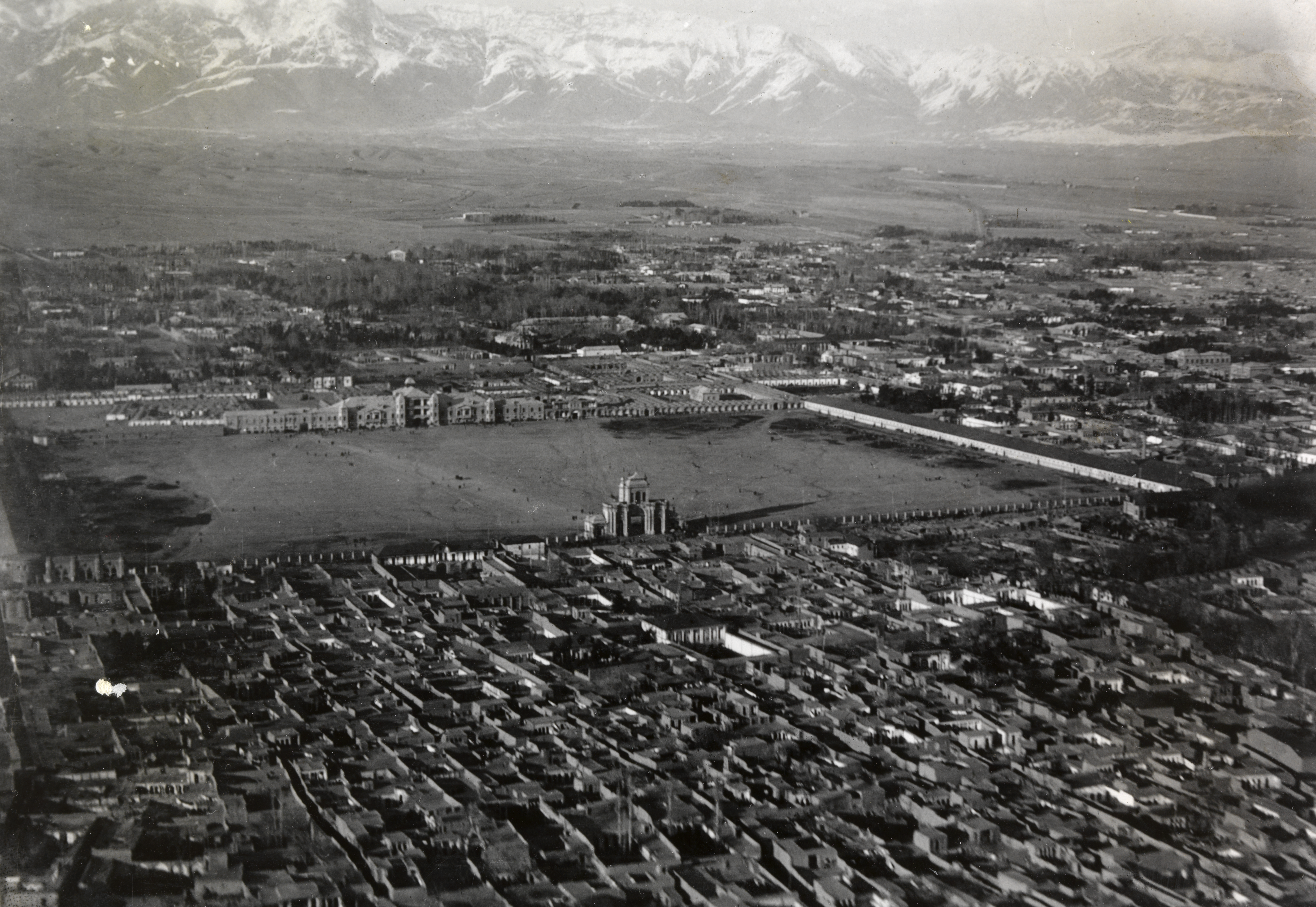
محدود میدان مشق در سال ۱۳۰۳ خورشیدی (سال آخر سلطنت قاجاریه)
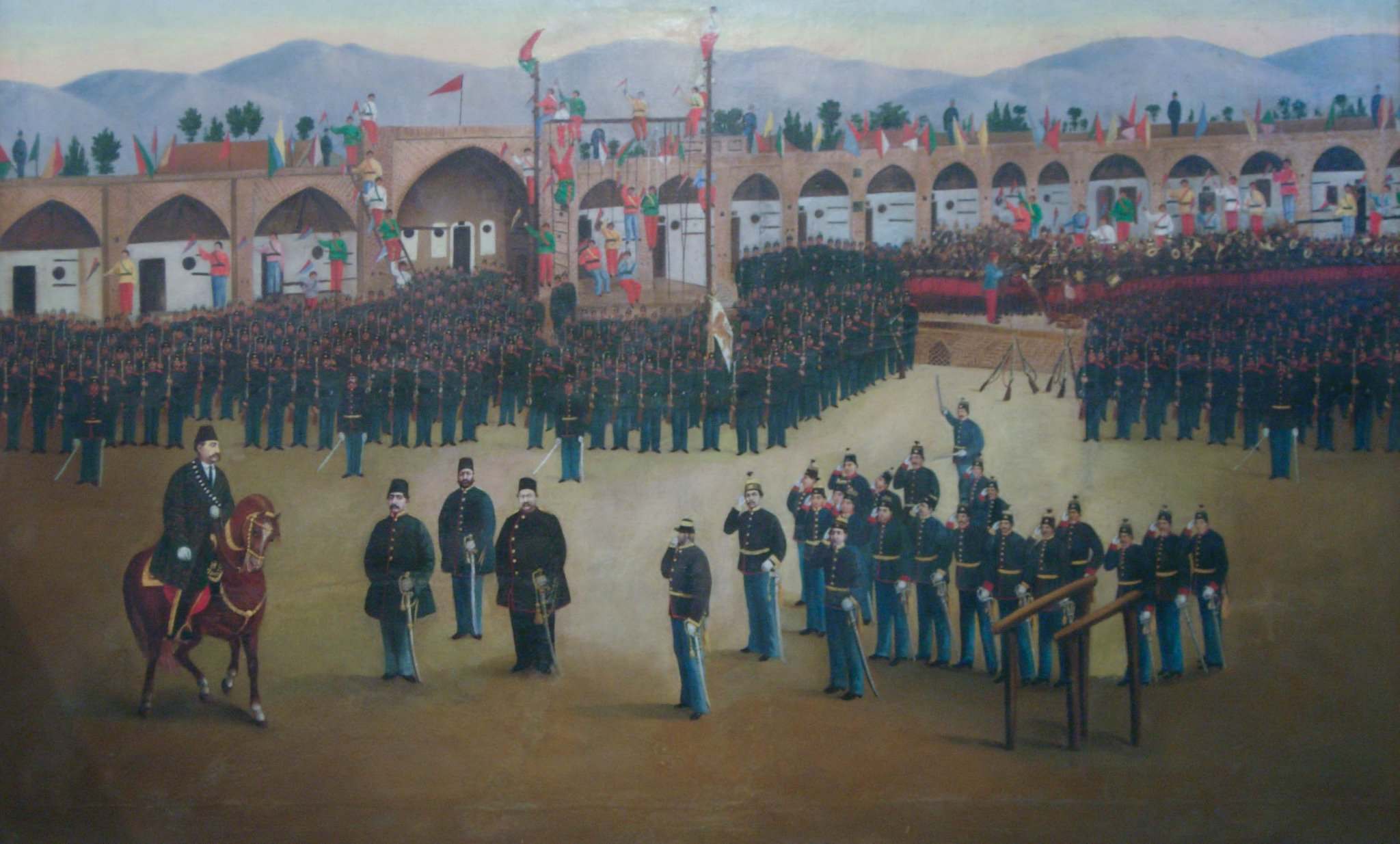
یک نقاشی قدیمی از میدان مشق
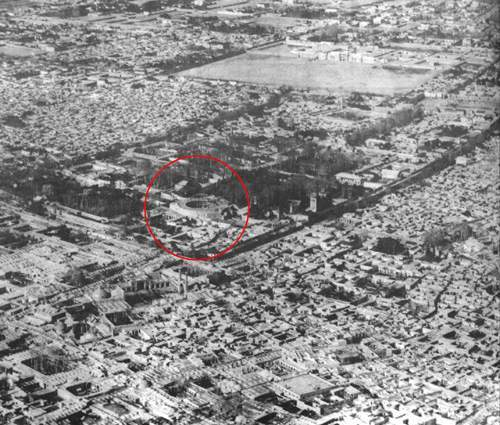
موقعیت میدان مشق در بخش بالای تصویر ضلع شمالی کاخ گلستان دیده می‌شود
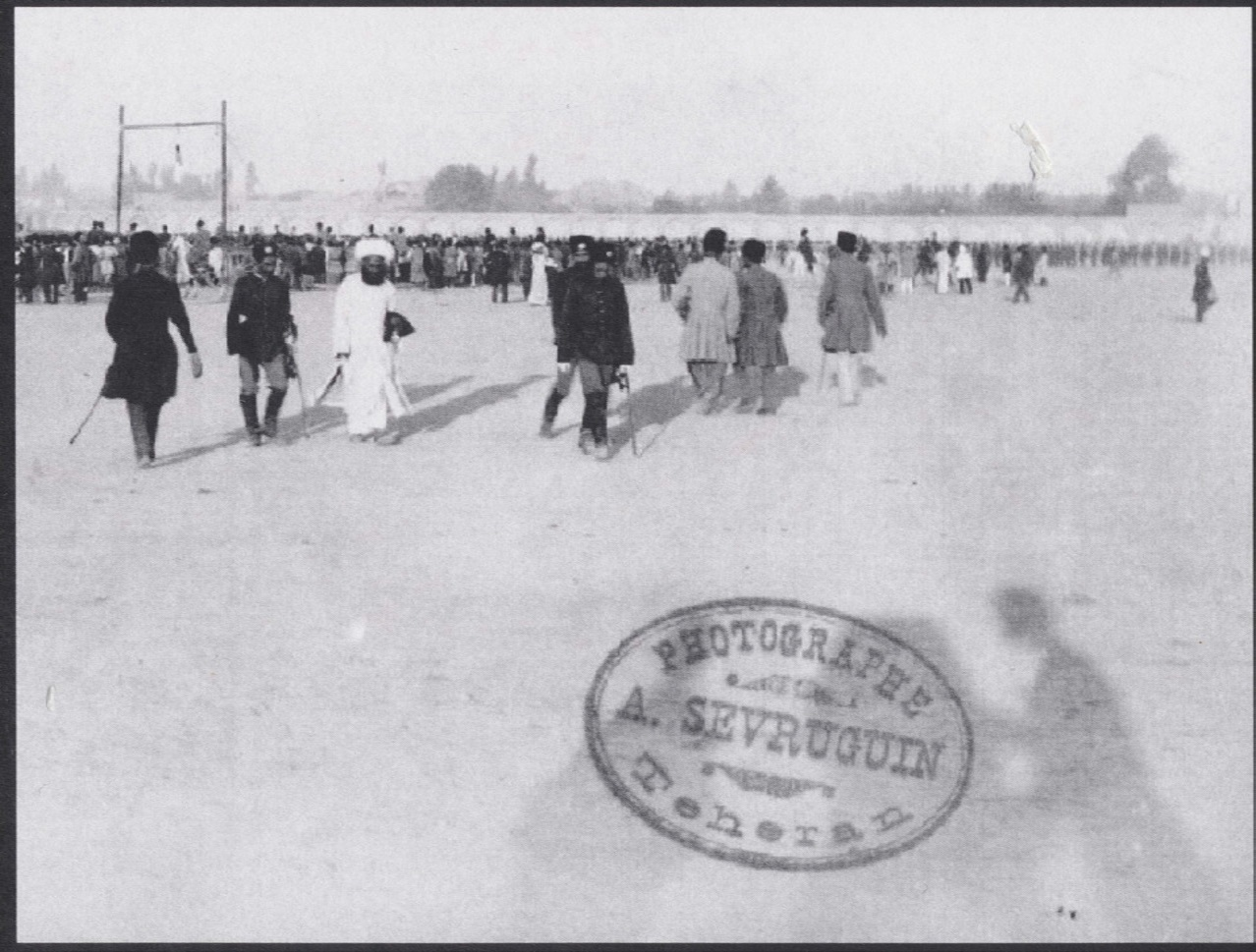
مراسم اعدام میرزا رضا کرمانی در میدان مشق

## سردر

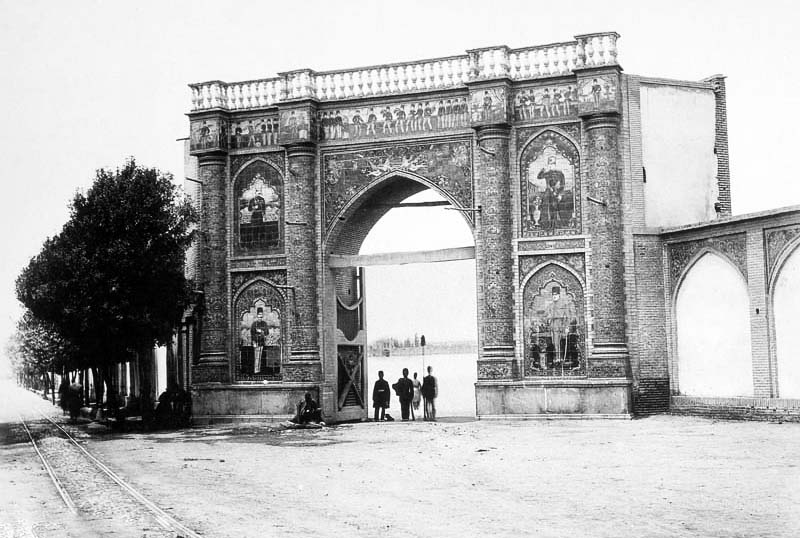
سردر میدان مشق در دوره قاجار

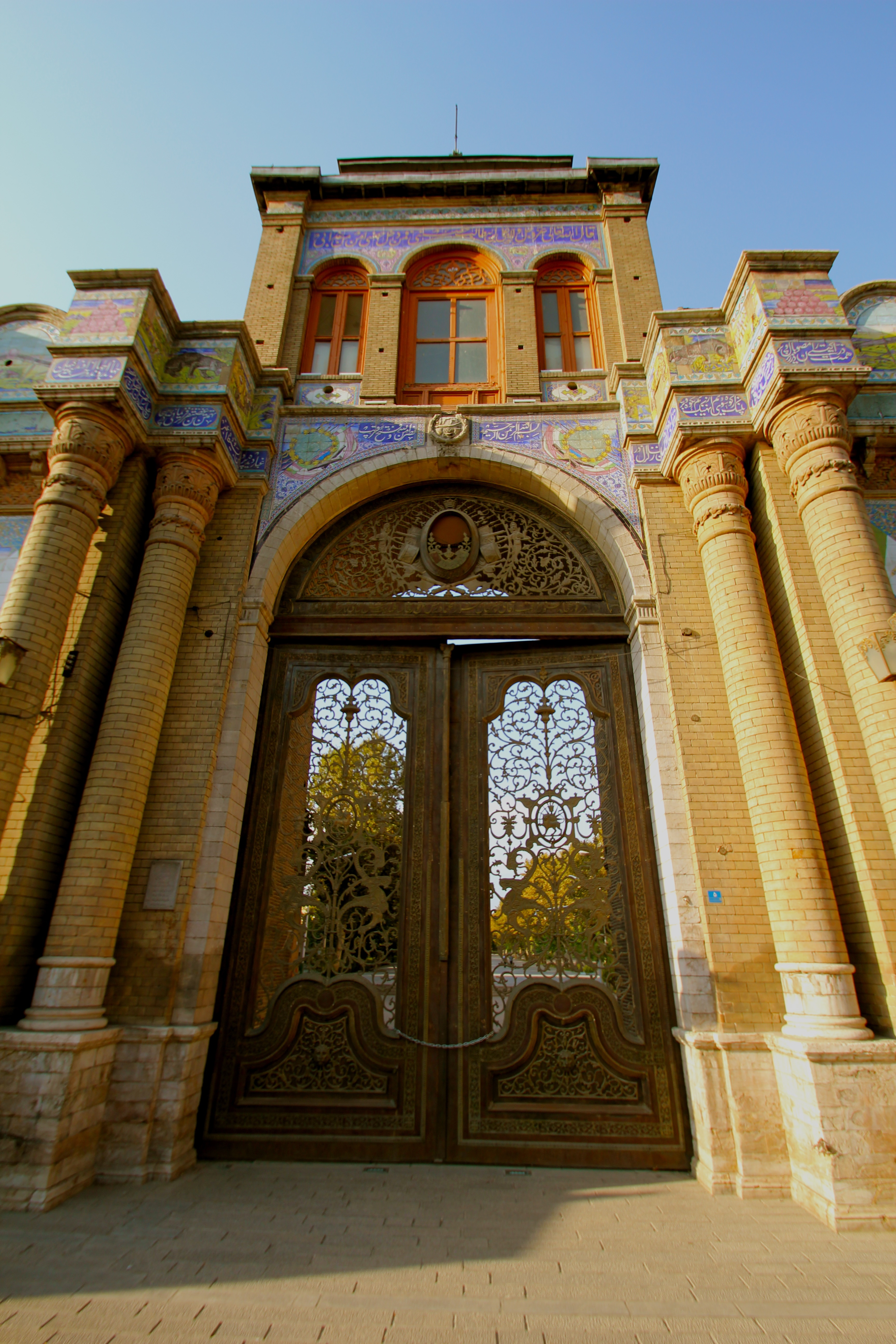
نمایی از سردر باغ ملی

پس از نوسازی میدان در زمان ناصرالدین‌شاه، دروازه‌ای برای میدان ساخته شد که گاه شاه از بالای آن تمرین نظامیان را نظاره می‌کرد. در زمانی که رضاخان وزیر جنگ بود، آن سردر را خراب کردند و در شرق آن سردر دیگری شبیه به آن ساختند که امروز پابرجاست.

## معماری
ساختمان‌ها و بناهای این میدان به مانند بیشتر ساختمان‌های هم‌دوره خود از سبک ویژه‌ای پیروی می‌کردند. این سبک در معماری ایران که آمیزه‌ای از معماری دوران‌های گوناگون تاریخی ایران و سبک‌های اروپایی است، در هر بنایی به شیوه‌ای بکار گرفته شده‌است.
قدیمی‌ترین ساختمان این مجموعه عمارت قزاقخانه است. عمارت قزاق‌خانه واقع در شمال محوطه باغ ملی، قدیمی‌ترین ساختمان باغ است و دیرینگی‌اش به اواسط دوران قاجاریه بازمی‌گردد. این بنا در زمان ریاست کلنل کاساگوفسکی بر بریگاد قزاق در دوران «مظفرالدین‌شاه قاجار» ساخته شد (حدود سال‌های ۱۲۷۵ تا ۱۲۷۶ خورشیدی). عمارت قاجاری قزاقخانه ساختمانی با معماری نئوکلاسیک می‌باشد و از تلفیق شیوه معماری ایرانی و اروپایی به وجود آمده‌است. همچنین از این ساختمان به عنوان قدیمی‌ترین ساختمان اداری تهران یاد می‌شود. عمارت قزاقخانه سه دوره تحول عملکردی و کالبدی را پشت سر گذاشته‌است: در دوره اول از آن به عنوان پادگان نظامی استفاده شده، در دوره دوم که زمان رضاشاه پهلوی است، بر وسعت این بنا افزوده و از آن برای مدتی به عنوان ساختمان وزارت جنگ استفاده شده‌است، و دوره سوم که به دوران کنونی برمی‌گردد؛ در حال حاضر از این عمارت تاریخی زیبا به عنوان دانشگاه هنر استفاده می‌شود.
بنای سردر باغ ملی، آمیزه‌ای از سبک‌های ایرانی و اروپایی است که به ویژه در کاشی‌کاری و کلاه‌فرنگی اعمال شده و بر پایه معماری روز خود الگوبرداری شده‌است. این بنا دارای دو نمای مختلف بیرونی و درونی است. نمای بیرونی از هشت ستون آجری به صورت جفت تشکیل شده‌است. پهنای دروازه باغ ملی از شرق به غرب کم‌تر از ۲۷ متر است. این پهنا در گذشته به خاطر وجود دو اتاق بازرسی یا نگهبانی واقع در سمت شرق و قسمت غربی بنا، بیش‌تر هم بوده‌است که بعدها اتاق غربی بخشی از بنای شرکت نفت ایران و انگلیس و اتاق شرقی به بنای اداره پست تهران واگذار شد و پس از چندی هم تخریب شد. ستون‌های نمای درونی متفاوت از نمای بیرونی است. از طرح‌های نمای درونی می‌توان صحنه تسخیر تهران در کودتای ۱۲۹۹ و دروازه و برج و باروهای تهران (احتمالاً دروازه قزوین) را نام برد. سردر باغ ملی گذشته از نقاره‌زنی، دیده‌بانی و دروازه تردد نظامی، در واقع در جایگاه یادبود فتح تهران در کودتای سوم اسفند ۱۲۹۹ خ. توسط رضاخان بود که در کاشی‌کاری بدنه سردر آشکارا دیده می‌شود.
در هر ساختمان این میدان شیوه‌ای ویژه اجرا شده‌است. در ساختمان موزه ایران باستان (۱۳۱۶–۱۳۱۲ خورشیدی) با الگو از تاق کسری و ایوان مداین از سبک معماری ساسانی بهره گرفته شده، در بنای کاخ شهربانی ۱۳۱۴–۱۳۱۱ خ. به سبک معماری هخامنشی، بنای کاخ وزارت امور خارجه (۱۳۱۶–۱۳۱۲)، به سبک هخامنشی و به تقلید از کعبه زرتشت در نقش رستم و ساختمان ثبت اسناد و املاک (۱۳۱۴–۱۳۱۳)، با آمیزه‌ای از سبک معماری هخامنشی، ساسانی، اسلامی و اروپایی انجام شده که به روشنی قابل تشخیص است. بهره‌گیری از سبک‌های معماری ایران باستان با سازه و کارکرد امروزی از ویژگی‌های آشکار آن دوره به‌شمار می‌رود.

## ساختمان‌های تاریخی میدان مشق

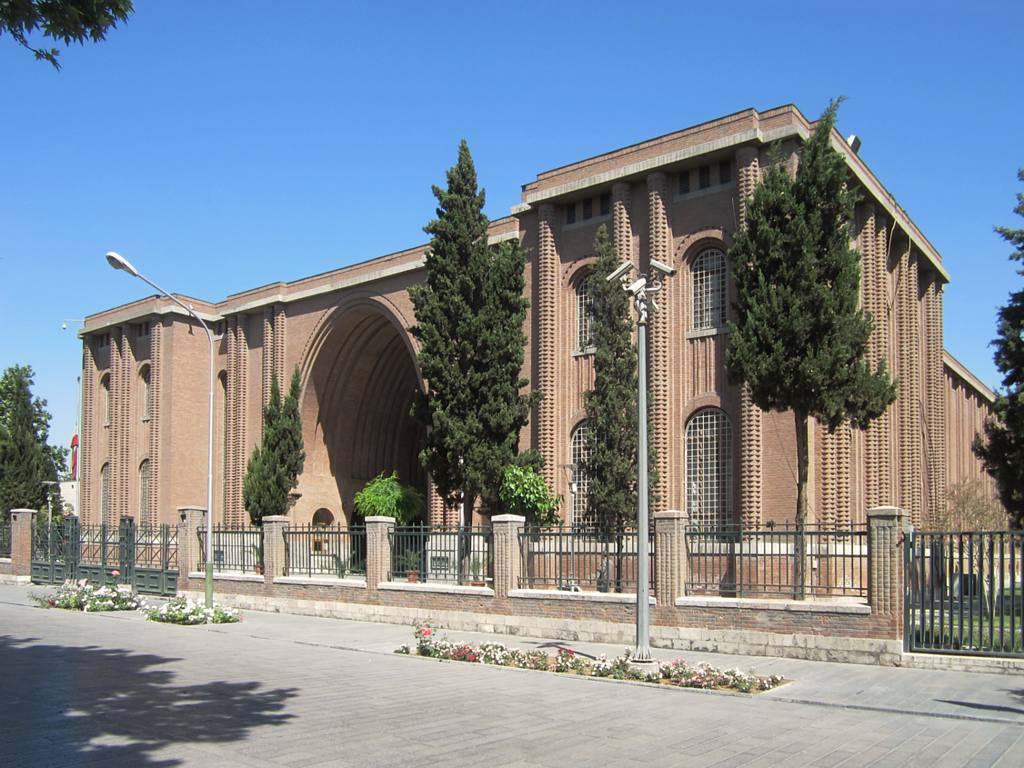
نمایی از ساختمان موزه ملی ایران

نمایی از کاخ شهربانی پیشین

خیابان و پیاده‌راه میانی این میدان با نام خیابان ملل متحد، از پهناورترین پیاده‌راه‌های ایران است. در درون این میدان ساختمان‌ها، بناها و کاخ‌های گوناگونی جای گرفته‌است که از میان آن‌ها می‌توان موارد زیر را برشمرد:
- سردر باغ ملی
- ساختمان اداره پست ایران (موزه ارتباطات)
- موزه ملی ایران
- موزه ایران باستان
- کاخ شهربانی (ساختمان شماره ۹ وزارت امور خارجه)
- موزه عبرت (بازداشتگاه کمیتهٔ مشترک ضد خرابکاری ساواک شهربانی یا بازداشتگاه توحید)
- موزه سکه بانک سپه
- مجموعه قزاقخانه (دانشگاه هنر)
- وزارت امور خارجه
- ساختمان شماره ۳ وزارت امور خارجه (ساختمان شرکت نفت ایران و انگلیس پیشین)
- باشگاه افسران (ساختمان شماره ۷ وزارت امور خارجه)
- کتابخانه و موزه ملی ملک
- موزه علوم و فناوری ایران
- ساختمان شماره دو سازمان ثبت اسناد و املاک ایران
- بوستان معلم

ساختمان‌های تاریخی دیگری نیز همچون موزه جواهرات ملی ایران، کاخ دادگستری تهران و ساختمان هنرستان دختران (مدرسه کودکان بی‌سرپرست) در نزدیکی این میدان جای دارند. همچنین این میدان نزدیک به مجموعه ساختمان‌های بانک ملی ایران در خیابان فردوسی و میدان توپخانه و ساختمان‌های تاریخی پیرامون آن بوده‌است.

## رویدادهای مهم
نمایش‌های دوچرخه‌سواری و موتورسواری برای نخستین بار در این مکان برگزار شد. همچنین نخستین بار برای نمایش پرواز بالن و نیز فرود نخستین هواپیما در دوران جنگ جهانی اول در این میدان انجام شد.
میدان مشق هم چنین جایگاه به دار آویختن میرزا رضا عقدایی، معروف به میرزا رضا کرمانی، قاتل ناصرالدین شاه در سال ۱۳۱۴ ه‍.ق است. این مراسم اعدام در برابر ۵۰۰۰ نفر از مردم انجام شد و گفته می‌شود جسد وی دو روز بر دار ماند. شیخ فضل‌الله نوری نیز در همین میدان به دار آویخته شد.

## طرح بزرگ‌ترین مجموعه موزه آسیا
در سال‌های آغازین دهه هشتاد طرحی در دولت تصویب شد که با گسترش موزه ملی ایران در در گستره‌ای ۲۸ هکتاری این منطقه به بزرگ‌ترین موزه آسیا و یکی از پنج موزه بزرگ جهان تبدیل شود. بر پایه این طرح افزون بر نمایش آثار تاریخی و فرهنگی در ساختمان‌های میدان مشق، این میدان می‌تواند خود موزه معماری ایران در دوره گذار از دوره سنتی معماری به دوران مدرن آن باشد. فضای نمایشی این مجموعه بیش از ۴۱ هزار متر مربع برآورد می‌شود که دربرگیرنده فضای موزه‌ها، اداری، خدماتی و پشتیبانی خواهد بود. با پیاده‌سازی این طرح، مجموعه میدان مشق در کنار موزه‌های بزرگی چون موزه بریتانیا، موزه لوور، موزه آرمیتاژ و موزه متروپولیتن نیویورک جای خواهد گرفت.
بیش از شصت درصد از فضای این میدان در اختیار نهادها و سازمان‌های دولتی است و سازمان میراث فرهنگی در نظر دارد ساختمان‌های خصوصی را نیز خریداری کند. در سال ۱۳۹۰ معاون میراث فرهنگی سازمان میراث فرهنگی، صنایع دستی و گردشگری اعلام کرد که فاز نخست طرح ساماندهی میدان مشق آغاز شده و در توافقی با وزارت خارجه یک طبقه از ساختمان این وزارتخانه به بهره‌برداری موزه‌ای رسیده‌است.

## پیشنهاد ثبت در میراث جهانی یونسکو
در اردیبهشت ۱۳۹۳ رئیس سازمان میراث فرهنگی، صنایع دستی و گردشگری از بی‌توجهی دولت پیشین به مصوبه هیئت وزیران سال ۸۲ مبنی بر آزادسازی سایت تاریخی میدان مشق تا کاخ گلستان خبر داد و اعلان کرد که چنانچه شهرداری با سازمان میراث فرهنگی همکاری و فضاهای پیرامون میدان مشق را آزادسازی کند، پیشنهاد ثبت جهانی این میدان به یونسکو ارائه خواهد شد.

## نگارخانه

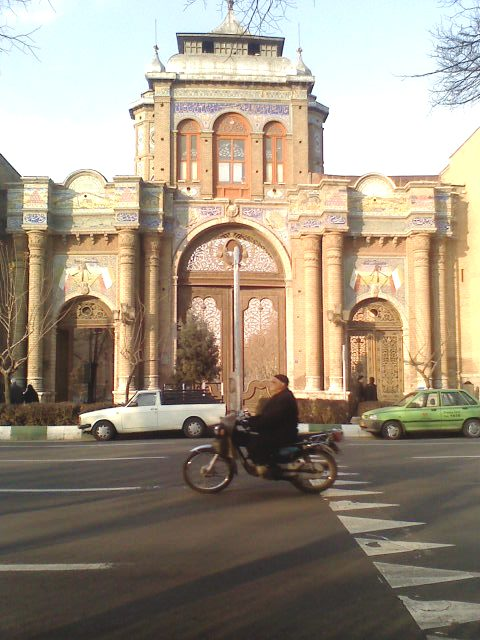
تصویری از نمای سردر ورودی میدان مشق از خیابان اصلی
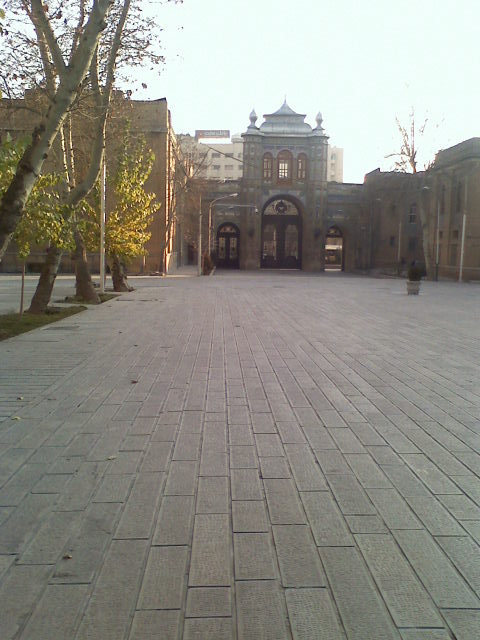
نمایی از ورودی میدان مشق از روبه‌روی ورودی ساختمان وزارت خارجه
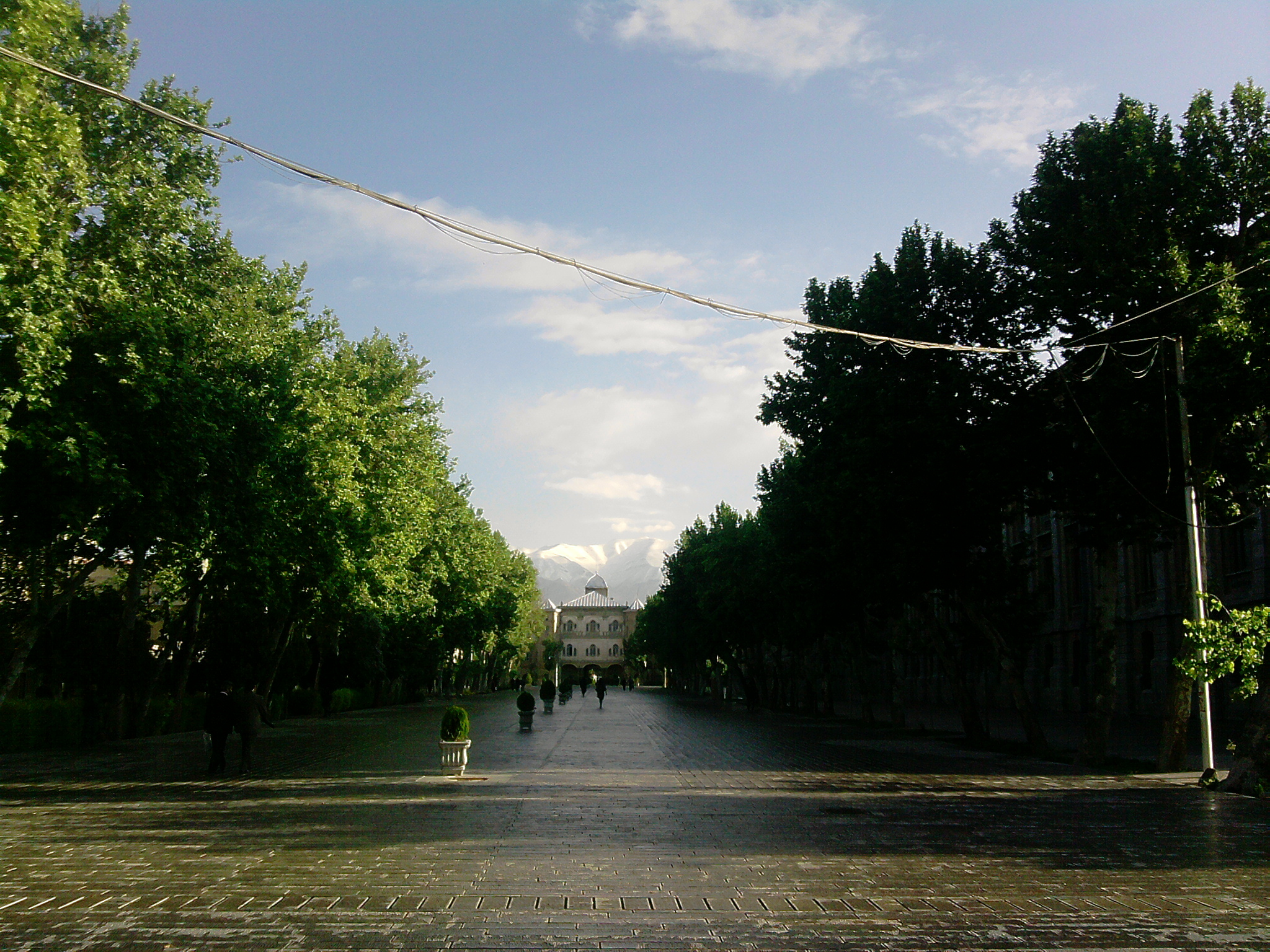
نمایی از پیاده‌راه میانی میدان مشق (خیابان ملل متحد)
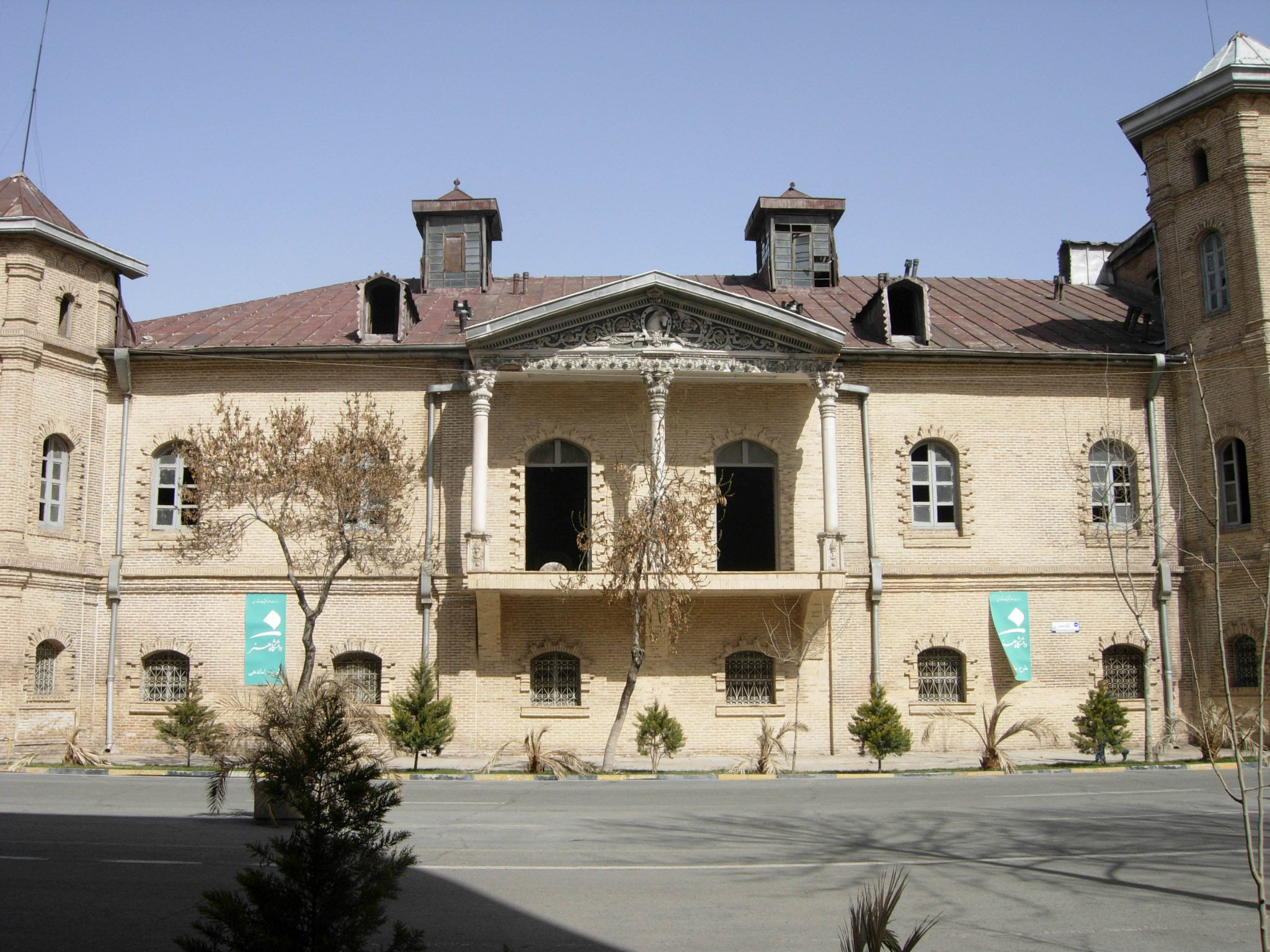
ساختمان قزاق‌خانه پیشین (دانشگاه هنر کنونی)
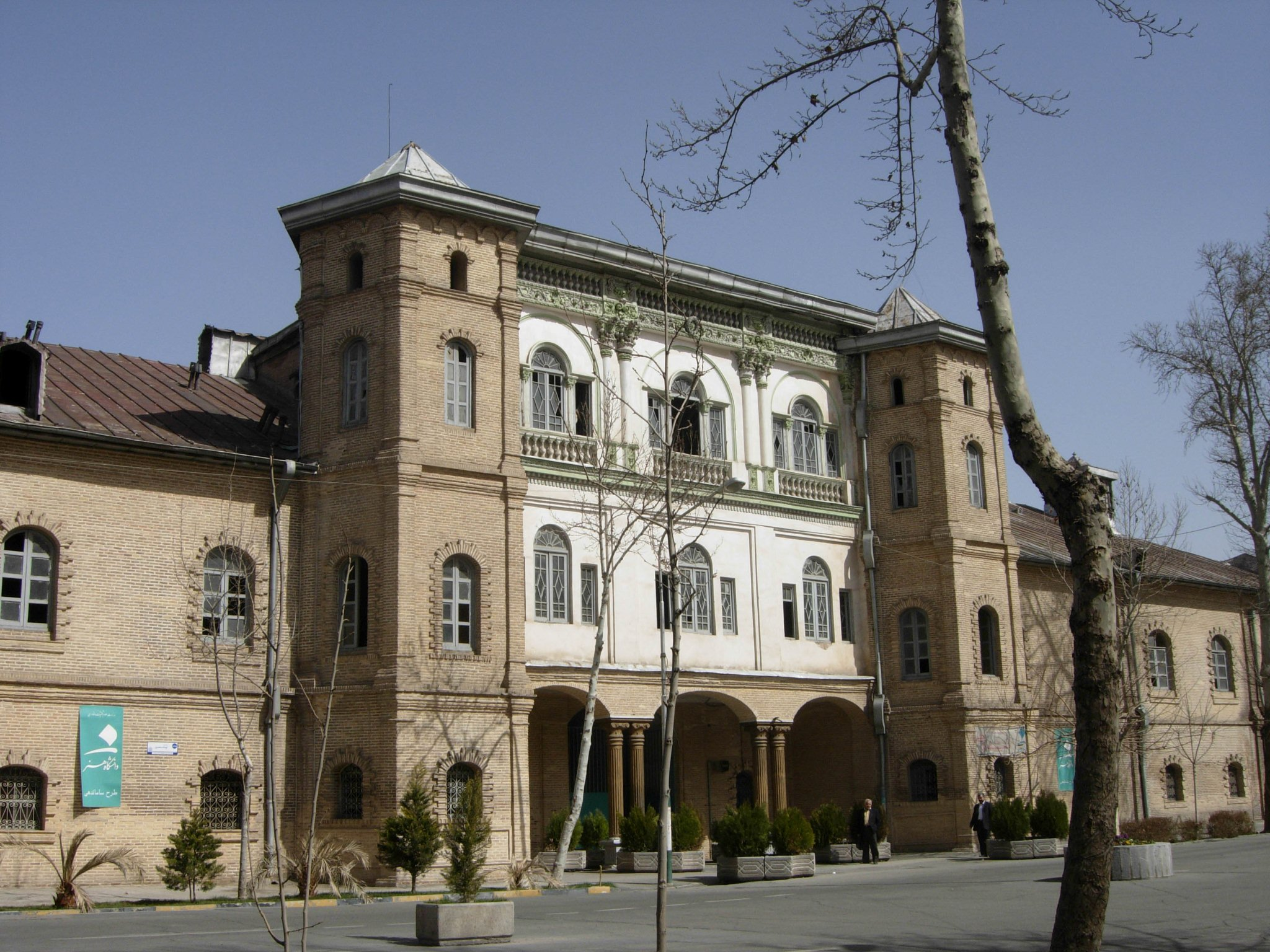
ساختمان قزاق‌خانه
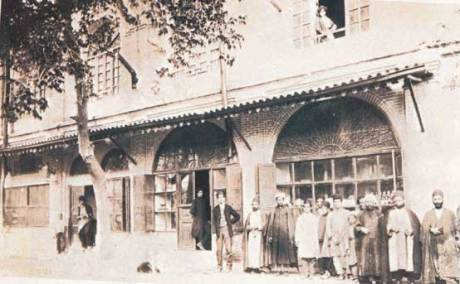
عکاس‌خانه آنتوان سوریوگین
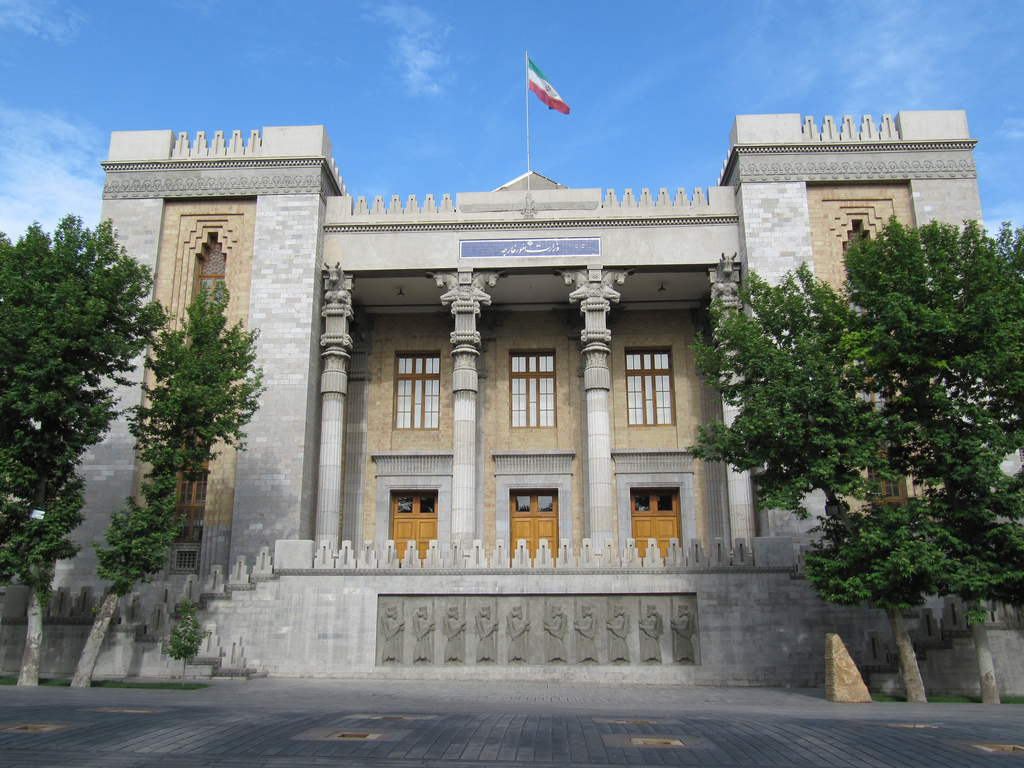
کاخ شهربانی (ساختمان شماره ۷ وزارت خارجه)
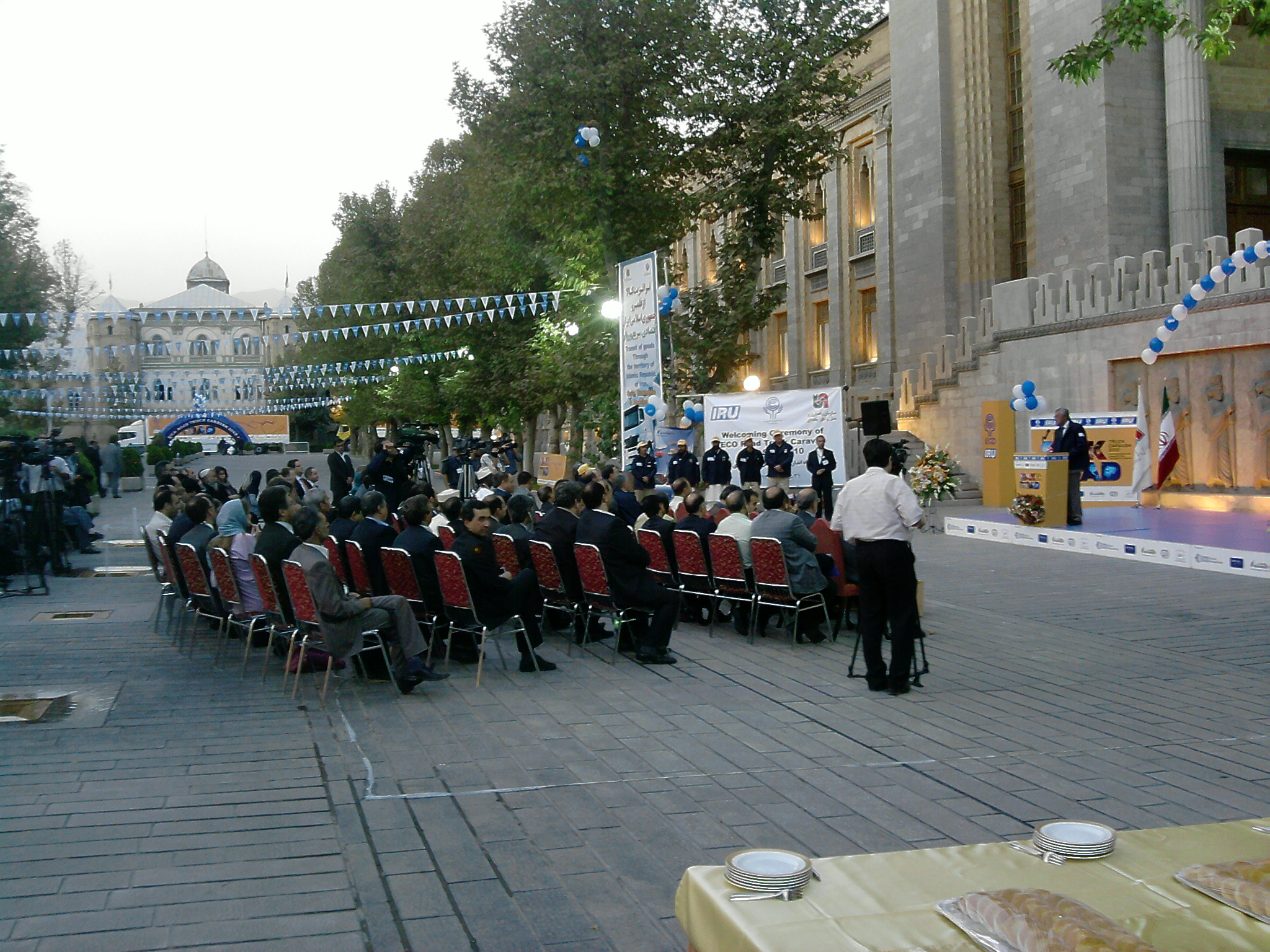
مراسمی روبروی کاخ شهربانی
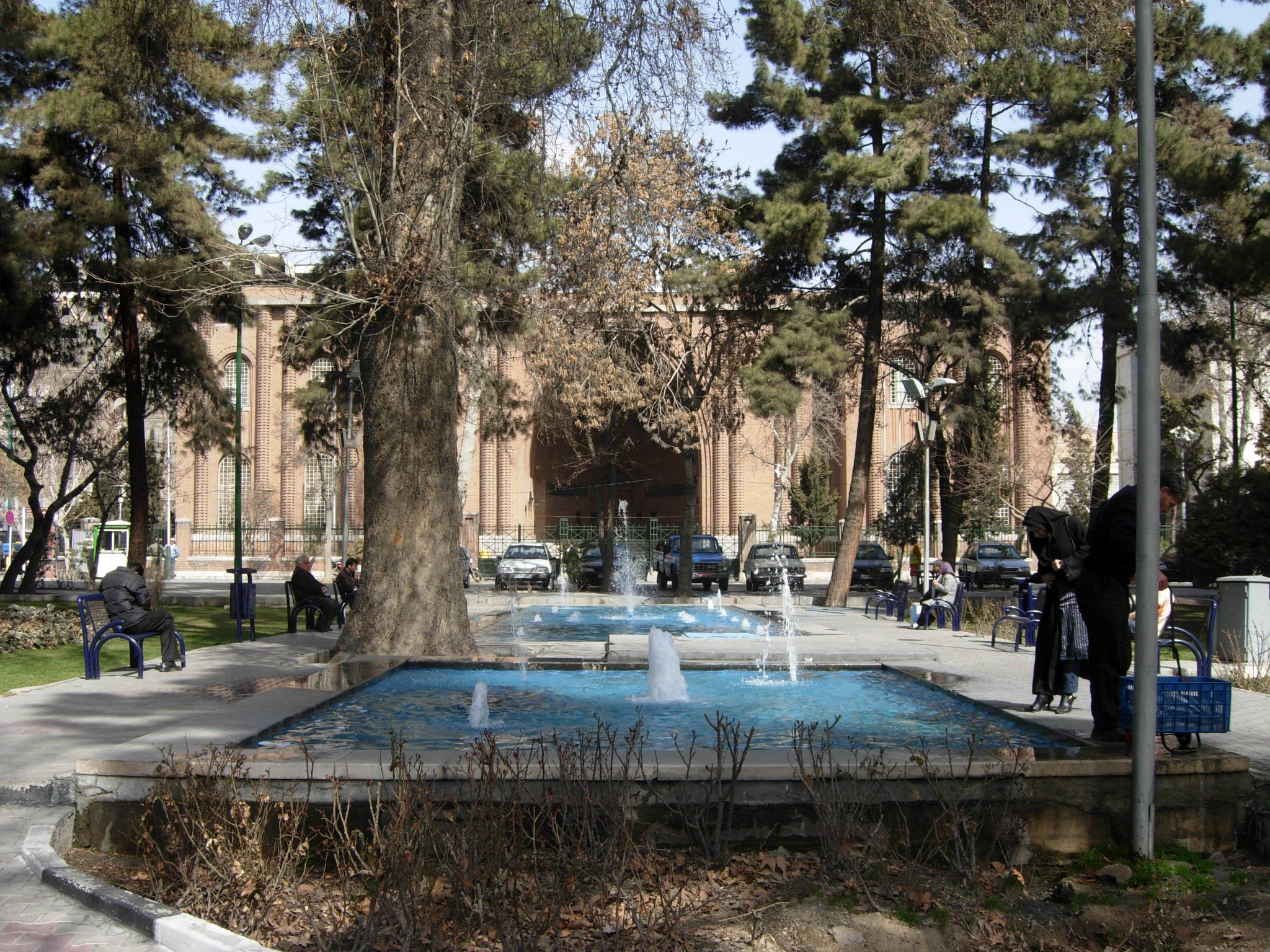
تصویری از بوستان معلم روبروی موزه ملی در منطقه میدان مشق
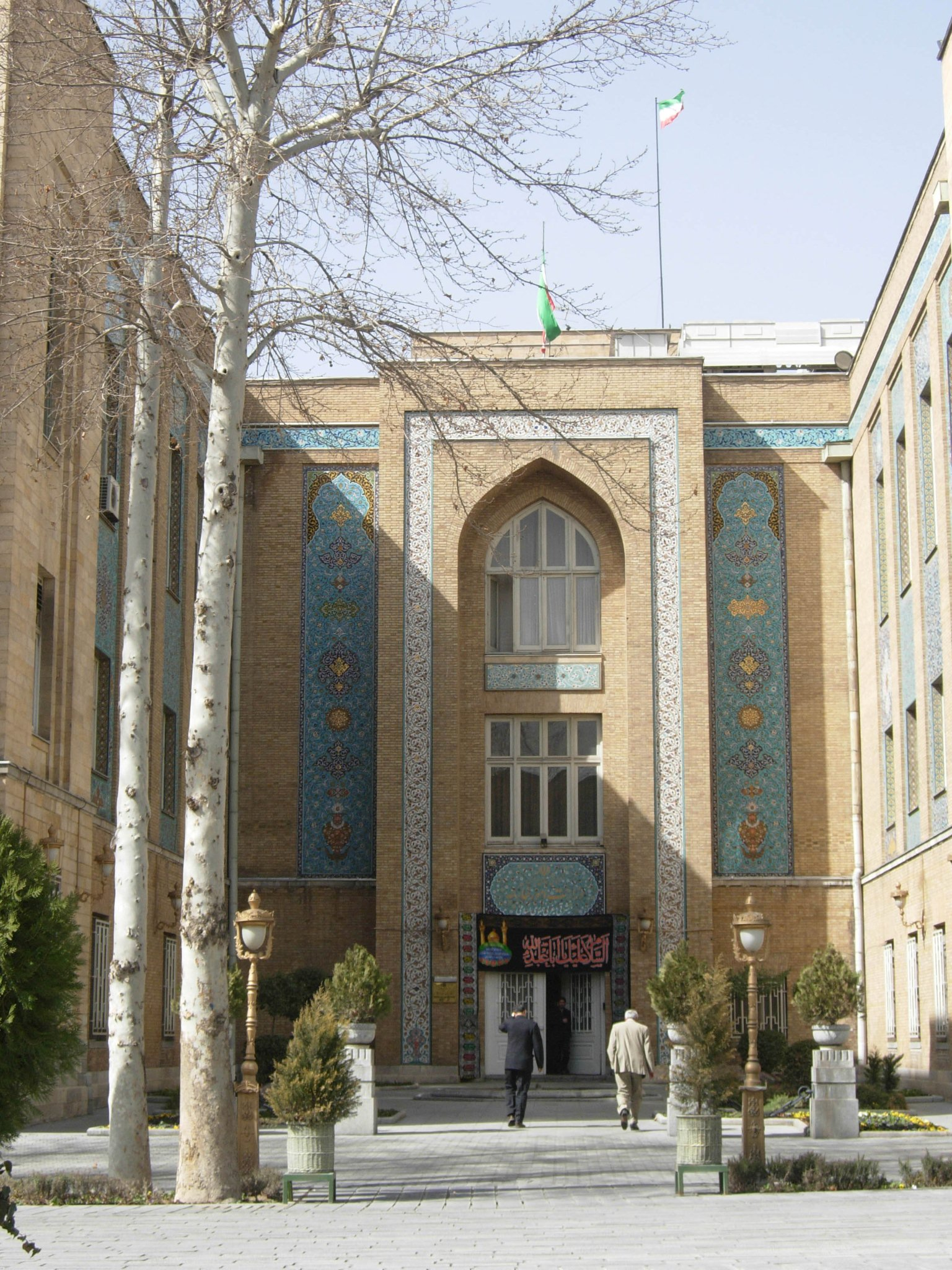
ساختمان اصلی وزارت امور خارجه
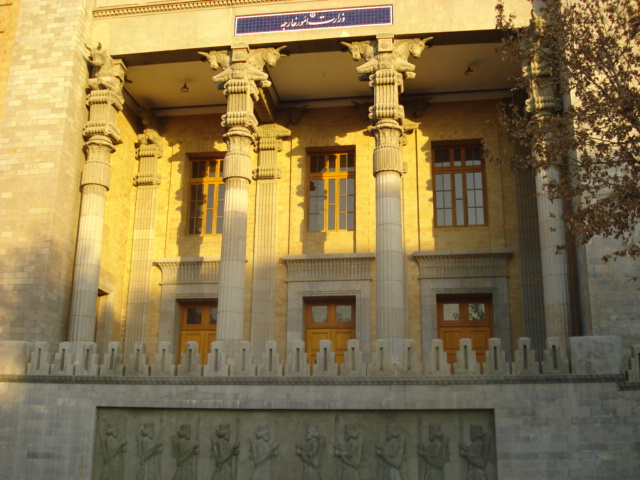
نمایی نزدیک از ورودی کاخ شهربانی (ساختمان شماره ۷ وزارت خارجه)
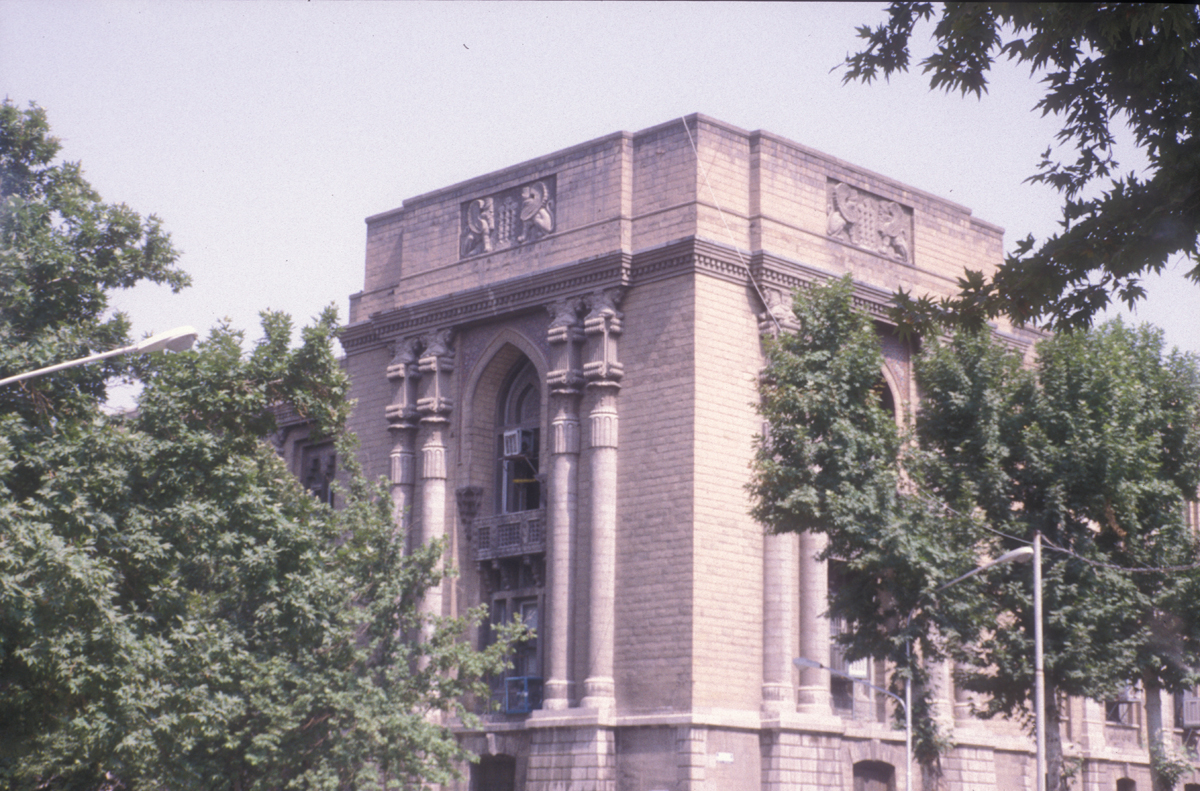
ضلع جنوب غربی کاخ شهربانی (ساختمان شماره ۷ وزارت خارجه)
کتابخانه و موزه ملی ملک
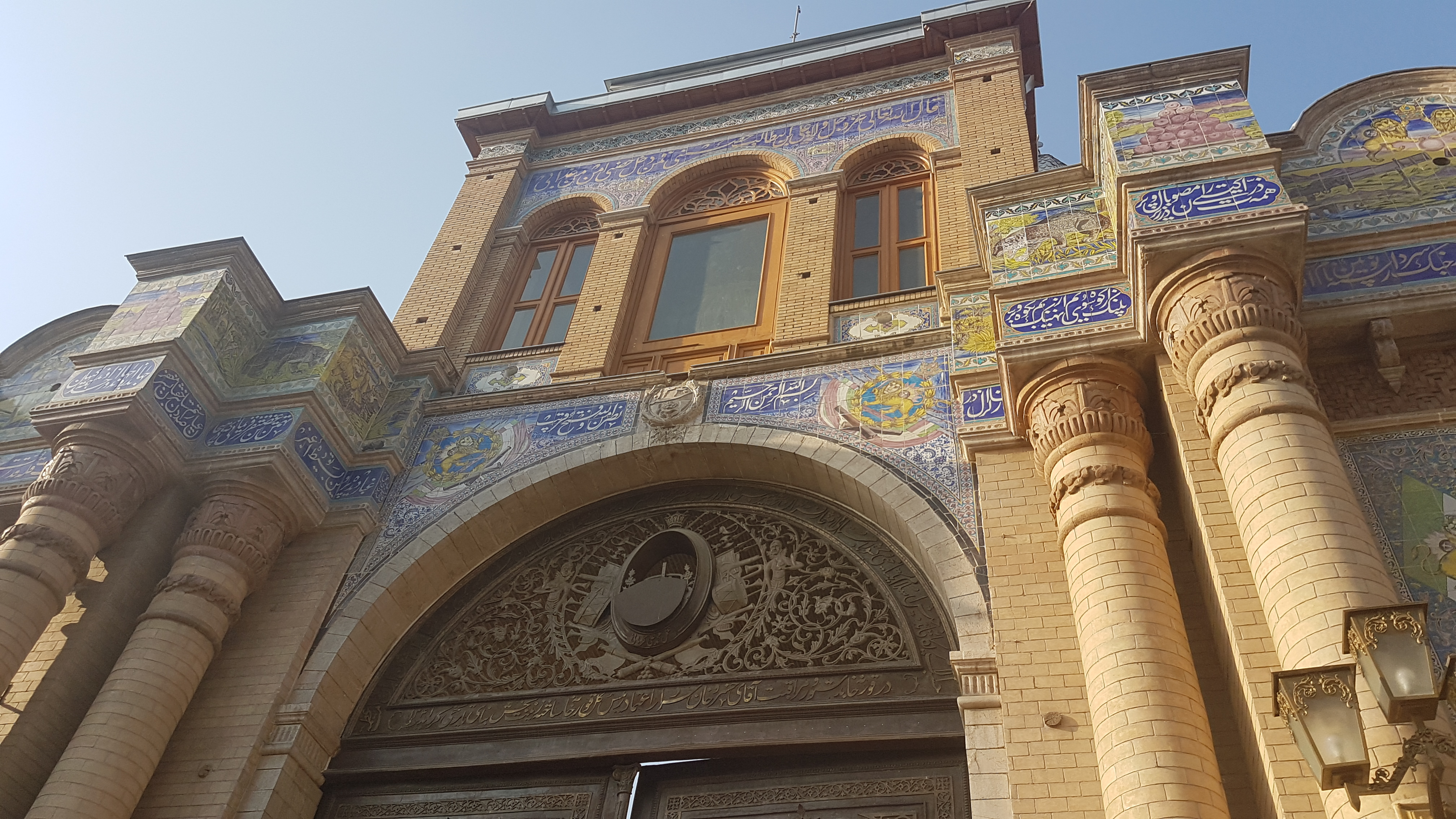
سردر باغ ملی از نمای نزدیک